# Пеллегрино, Чарльз
Чарльз Р. Пеллегрино (род. 5 мая 1953[…], Нью-Йорк, Нью-Йорк) — американский писатель, автор нескольких книг, связанных с наукой и археологией, в том числе «Возвращение в Содом и Гоморру», «Призраки „Титаника“», «Раскрытие Атлантиды» и «Призраки Везувия». Пеллегрино ложно утверждал, что получил степень доктора философии, а ошибки в его книге «Последний поезд из Хиросимы» (2010) заставили издателя отозвать её через несколько месяцев после публикации.

## Биография
В середине 1970-х годов Пеллегрино получил степени бакалавра и магистра в Университете Лонг-Айленда. В 1991 году дебютировал в жанре научной фантастики новеллой «Oсh, Miranda!», написанной в соавторстве с Джорджем Зебровски.
Пеллегрино известен тем, что одновременно занимается энтомологией, судебной физикой, палеогенетикой, предварительным проектированием перспективных ракетных систем, астробиологией и морской археологией. Автор восемнадцати художественных и нехудожественных книг. Идея Пеллегрино по клонированию динозавров вдохновила Майкла Крайтона на создание бестселлера «Парк Юрского периода». Живёт в Нью-Йорке.
Пеллегрино утверждал, что в 1982 году получил степень доктора философии в Университете Виктории в Веллингтоне в Новой Зеландии; университет опроверг это утверждение. Пеллегрино ответил, что университет «лишил его степени доктора философии из-за разногласий по поводу эволюционной теории». Газета New Zealand Herald сообщила, что Пеллегрино утверждал, что его дипломы были восстановлены к 1997 году. Университет провёл расследование, и в 2010 году газета The New York Times сообщила, что университет никогда не присуждал ему докторскую степень.

### Работы

#### Последний поезд из Хиросимы
В январе 2010 года издательство Henry Holt опубликовало книгу Пеллегрино «Последний поезд из Хиросимы», рассказывающую о ядерной бомбардировке Хиросимы с точки зрения выживших.
Изначально New York Times оценила книгу как «трезвую и авторитетную», а также как «прочный и убедительный синтез более ранних мемуаров и архивных материалов». Однако месяц спустя газета оспорила утверждения Пеллегрино об аварии с атомной бомбой, в результате которой погиб один американец, и об ослаблении оружия. Пеллегрино признал, что его ввели в заблуждение, и заявил, что другие издания книги будут переписаны.
В начале марта 2010 года издательство объявило, что больше не будет печатать и распространять книгу. Пересмотренное издание «В ад и обратно: Последний поезд из Хиросимы» было выпущено в августе 2015 года издательством Rowman & Littlefield.